# País neutro

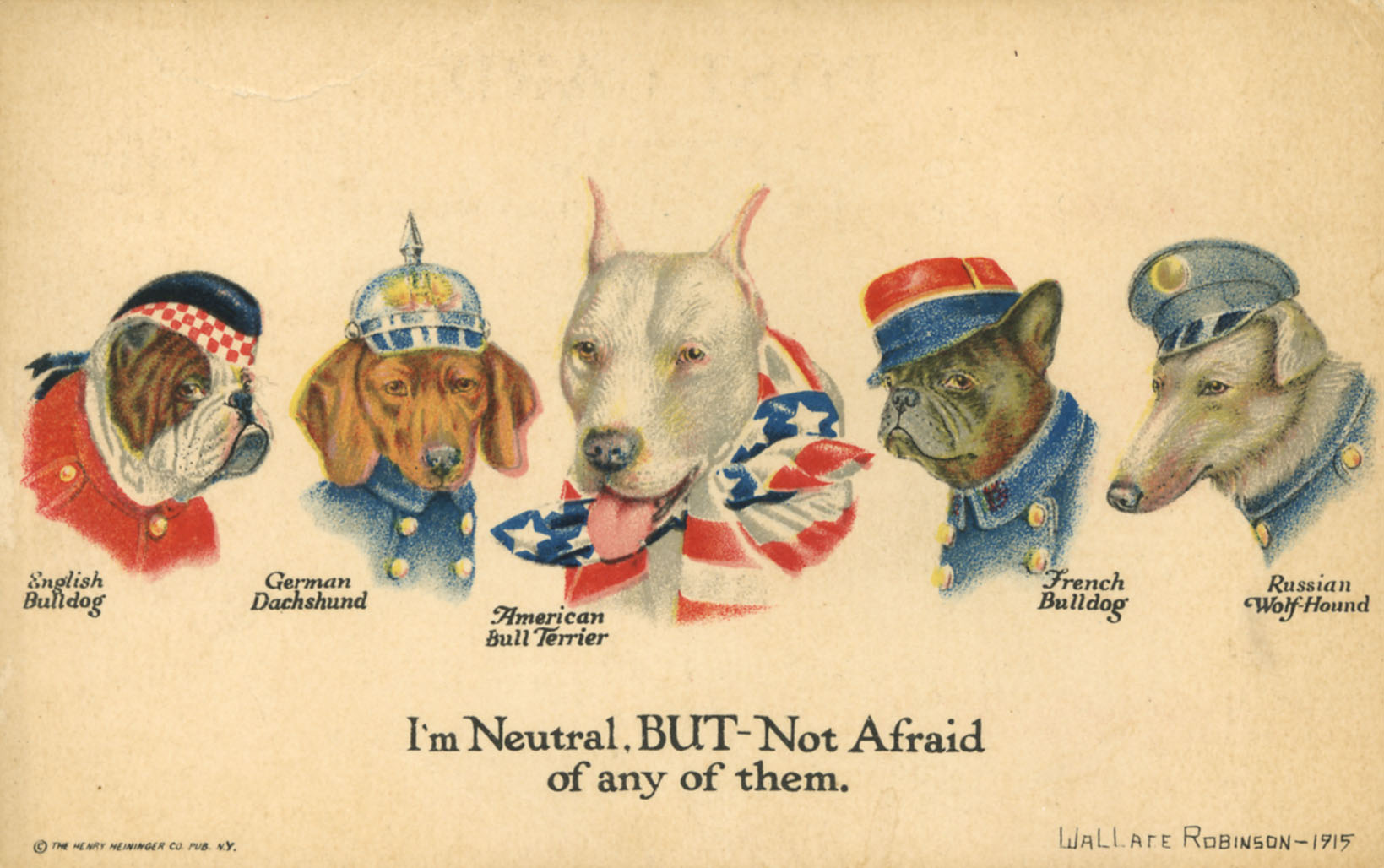
Cartaz da Primeira Guerra Mundial com as raças de cães que representam seus respectivos países de origem (amigos e inimigos) e os dizeres: "Sou neutro mas não tenho medo de nenhum deles".

Um país neutro é um Estado que mantém uma política de neutralidade em relação aos beligerantes em uma guerra específica ou se mantém permanentemente neutro em todos os possíveis conflitos futuros (inclusive evitando entrar em alianças militares como a OTAN ou OTSC). Com o status de não combatente, os cidadãos de países neutros gozam de proteção sob o direito de guerra contra ações beligerantes em maior medida do que outros como civis inimigos e prisioneiros de guerra. Diferentes países interpretam sua neutralidade de maneira diferente: alguns, como a Costa Rica, se desmilitarizaram, enquanto outros, como a Suíça, mantêm a "neutralidade armada", para que possam se proteger de invasões estrangeiras.
Nem todos os países neutros evitam qualquer implantação ou aliança estrangeira, pois a Áustria, a Irlanda e a Suécia têm forças ativas de manutenção da paz da ONU e uma aliança política dentro da União Europeia. A política tradicional da Suécia é não participar de alianças militares, com a intenção de permanecer neutra em caso de guerra. Imediatamente antes da Segunda Guerra Mundial, os países nórdicos declararam sua neutralidade, mas a Suécia mudou sua posição para não beligerante no início da Guerra de Inverno.
Houve mudanças consideráveis na interpretação da conduta neutra ao longo dos séculos passados. Durante a Guerra Fria, a Iugoslávia reivindicou neutralidade militar e ideológica, e isso é continuado por sua sucessora, a Sérvia.

## Terminologia
- Um país neutro em uma guerra particular, é um estado soberano que se abstém de se juntar a ambos os lados do conflito e adere ao princípio da Lei da Neutralidade sob o direito internacional. Embora os países tenham historicamente se declarado neutros no início da guerra, não há obrigação de fazê-lo.[4] Os direitos e deveres de um poder neutro são definidos nas Seções 5 e 13 da Convenção de Haia de 1907.[5][6]
- Um poder permanentemente neutro é um estado soberano que é obrigado por tratado internacional, ou por sua própria declaração, a ser neutro em relação aos beligerantes de todas as guerras futuras. Um exemplo de poder permanentemente neutro é a Suíça. O conceito de neutralidade na guerra é definido de forma restrita e impõe restrições específicas à parte neutra em troca do direito internacionalmente reconhecido de permanecer neutro.
- Neutralismo ou uma "política neutralista" é uma posição de política externa em que um estado pretende permanecer neutro em futuras guerras. Um Estado soberano que se reserva o direito de se tornar beligerante se for atacado por uma das partes na guerra está em condição de neutralidade armada.
- Um estado não-beligerante é aquele que participa indiretamente de uma guerra, politicamente e/ou materialmente ajudando um lado do conflito e, portanto, não participando militarmente. Por exemplo, pode permitir que seu território seja usado para o esforço de guerra. Contrariamente à neutralidade, este termo não é definido pelo direito internacional.

## Direitos e responsabilidades de um poder neutro
Os beligerantes não podem invadir território neutro, e a resistência de uma potência neutra a tal tentativa não compromete sua neutralidade.
Uma potência neutra deve internar tropas beligerantes que cheguem ao seu território, mas não prisioneiros de guerra fugitivos. Exércitos beligerantes não podem recrutar cidadãos neutros, mas eles podem ir ao exterior para se alistar. O pessoal e o material dos exércitos beligerantes não podem ser transportados em território neutro, mas os feridos podem ser. Uma potência neutra pode fornecer meios de comunicação aos beligerantes, mas não material de guerra, embora não precise impedir a exportação de tal material.
Navios navais beligerantes podem usar portos neutros por no máximo 24 horas, embora os neutros possam impor restrições diferentes. As exceções são fazer reparos - apenas o mínimo necessário para voltar ao mar - ou se o navio de um beligerante adversário já estiver no porto, caso em que deve ter uma vantagem de 24 horas. Um navio-prêmio capturado por um beligerante nas águas territoriais de uma potência neutra deve ser entregue pelo beligerante ao neutro, que deve internar sua tripulação.

## Reconhecimento e codificação
A neutralidade tem sido reconhecida de diferentes maneiras e, às vezes, envolve um fiador formal. Por exemplo, a Áustria tem sua neutralidade garantida por suas quatro antigas potências ocupantes, a Suíça pelos signatários do Congresso de Viena e a Finlândia pela União Soviética durante a Guerra Fria. A forma de reconhecimento varia, muitas vezes por tratado bilateral (Finlândia), tratado multilateral (Áustria) ou uma declaração da ONU (Turquemenistão). Esses tratados podem, de certa forma, ser impostos a um país (a neutralidade da Áustria foi insistida pela União Soviética), mas em outros casos é uma política ativa do país em questão responder a uma situação geopolítica (Irlanda na Segunda Guerra Mundial).
Para o país em questão, a política geralmente é codificada além do próprio tratado. A Áustria e o Japão codificam sua neutralidade em suas constituições, mas o fazem com diferentes níveis de detalhamento. Alguns detalhes de neutralidade são deixados para serem interpretados pelo governo, enquanto outros são explicitamente declarados, por exemplo, a Áustria não pode hospedar bases estrangeiras e o Japão não pode participar de guerras estrangeiras. No entanto, a Suécia, sem codificação formal, foi mais flexível durante a Segunda Guerra Mundial ao permitir a passagem de tropas por seu território.

## Neutralidade armada

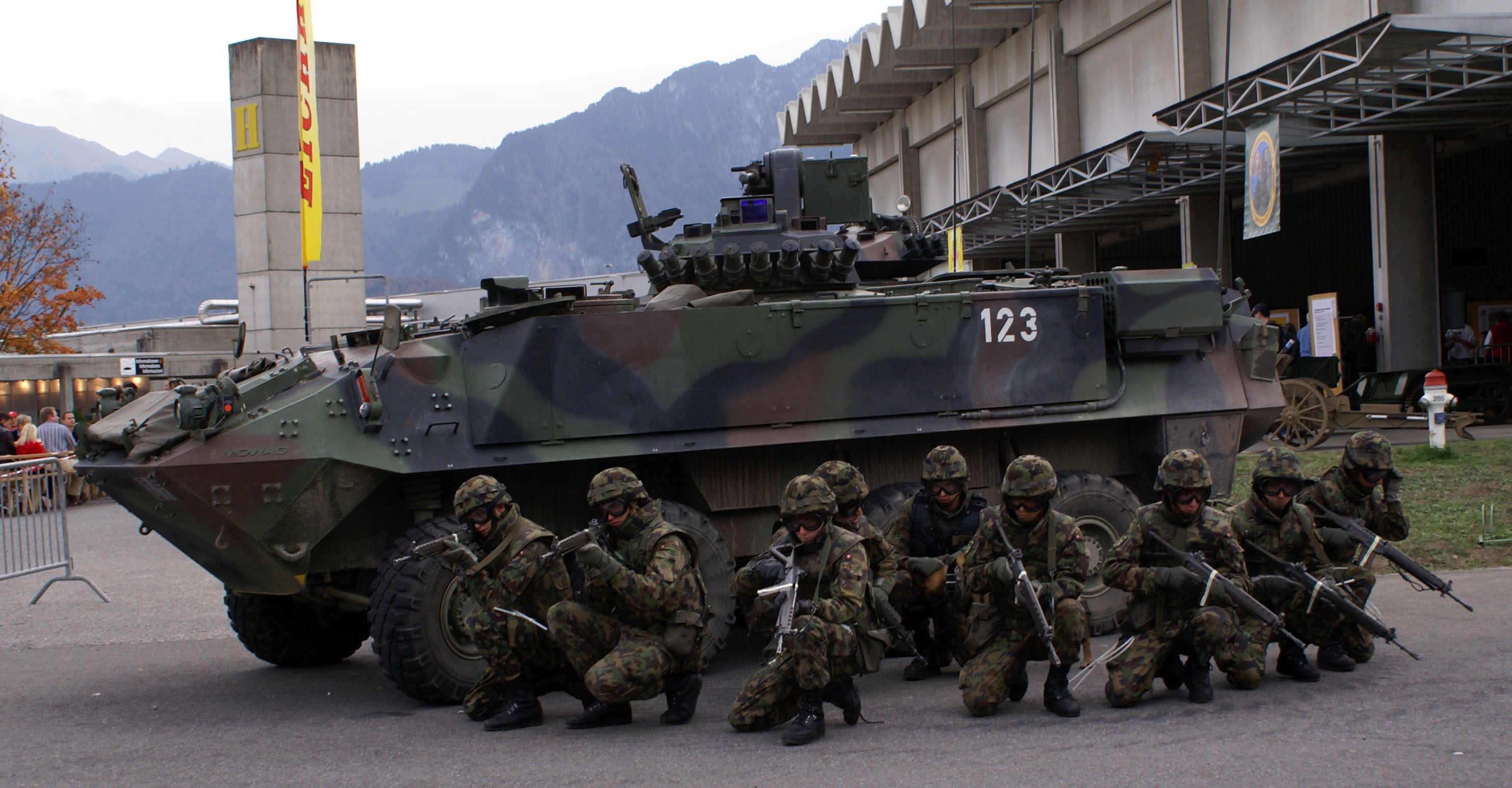
A Suíça é um exemplo chave de um país fora de qualquer aliança militar, mas mantendo uma forte força de dissuasão

A neutralidade armada é a postura de um estado ou grupo de estados que não tem aliança com nenhum dos lados de uma guerra, mas afirma que se defenderá contra incursões resultantes de qualquer parte. Isso pode incluir:
- Preparação militar sem compromisso, especialmente como política expressa de uma nação neutra em tempo de guerra, e a prontidão para combater com força uma invasão de direitos por qualquer poder beligerante.[24]
- Neutralidade armada é um termo usado na política internacional para a atitude de um estado ou grupo de estados que não faz aliança com nenhum dos lados em uma guerra. É a condição de um poder neutro durante uma guerra manter-se pronto para resistir pela força, qualquer agressão de qualquer um dos beligerantes.[25]
- A neutralidade armada faz com que um estado aparentemente neutro pegue em armas para proteger sua neutralidade.

O termo deriva da neutralidade marítima histórica da Primeira Liga de Neutralidade Armada dos países nórdicos e da Rússia sob a liderança de Catarina, a Grande, que foi inventada no final do século XVIII, mas desde então tem sido usada apenas para se referir à neutralidade dos países. A Suécia e a Suíça são independentemente uma da outra famosas por suas neutralidades armadas, que mantiveram durante a Primeira e a Segunda Guerra Mundial. Os suíços e os suecos têm uma longa história de neutralidade: não estão em estado de guerra internacional desde 1815 e 1814, respectivamente. Eles buscam, no entanto, políticas externas ativas e estão frequentemente envolvidos em processos de manutenção da paz em todo o mundo. De acordo com Edwin Reischauer, "Para ser neutro, você deve estar pronto para ser altamente militarizado, como a Suíça ou a Suécia."
Em contraste, outros estados neutros podem abandonar o poder militar (exemplos de estados que fazem isso incluem Costa Rica e Liechtenstein) ou reduzi-lo, mas o usa para o propósito expresso de defesa interna e manutenção de sua neutralidade. Mas a falta de um exército não resulta em neutralidade, pois países como a Islândia substituíram um exército permanente por uma garantia militar de uma potência mais forte.

### Ligas de Neutralidade Armada
- A Primeira Liga da Neutralidade Armada foi uma aliança de potências navais menores organizada em 1780 por Catarina II da Rússia para proteger a navegação neutra durante a Guerra Revolucionária Americana.[30] O estabelecimento da Primeira Liga de Neutralidade Armada foi visto pelos americanos como uma marca de amizade e simpatia russa. Esta liga teve um impacto duradouro nas relações russo-americanas e nas relações dessas duas potências e da Grã-Bretanha. Foi também a base do direito internacional marítimo, que ainda está em vigor.[31] No campo da ciência política, este é o primeiro exemplo histórico de neutralidade armada, no entanto, estudiosos como o Dr. Carl Kulsrud argumentam que o conceito de neutralidade armada foi introduzido ainda mais cedo. Dentro de 90 anos antes do estabelecimento da Primeira Liga da Neutralidade Armada, as potências neutras uniram forças nada menos que três vezes. Já em 1613, Lubeck e Holanda juntaram potências para continuar sua exploração marítima sem o compromisso de se envolver em lutas de guerra no mar.[32]
- A Segunda Liga de Neutralidade Armada foi um esforço para reviver isso durante as Guerras Revolucionárias Francesas.[33] Era uma aliança com Dinamarca-Noruega, Prússia, Suécia e Rússia. Ocorreu durante 1800 e 1801. A ideia desta segunda liga era proteger o transporte neutro da Marinha Real Britânica. No entanto, a Grã-Bretanha tomou isso como a aliança tomando o lado da França e atacou a Dinamarca levando à Batalha de Copenhague (1801) e à tomada de Copenhague pelos britânicos. A aliança foi forçada a se retirar da liga.
- Uma potencial Terceira Liga de Neutralidade Armada foi discutida durante a Guerra Civil Americana, mas nunca foi realizada.[34]

## Manutenção da paz

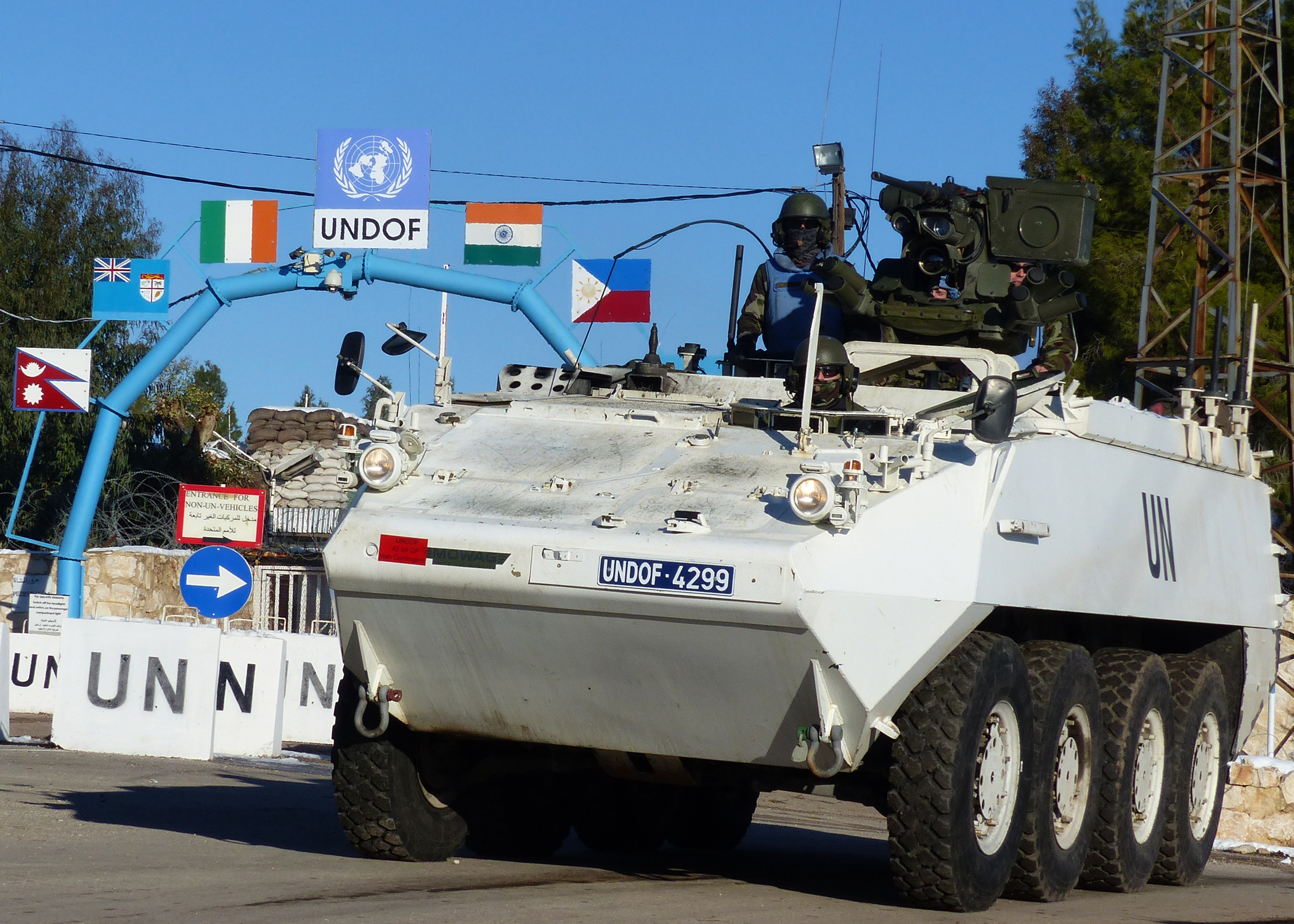
Unidades irlandesas em patrulha da ONU nas Colinas de Golã, na Síria.

Para muitos estados, como Irlanda, neutralidade não significa ausência de qualquer intervencionismo estrangeiro. As missões de paz para as Nações Unidas são vistas como entrelaçadas com ela. O eleitorado suíço rejeitou uma proposta de 1994 para se juntar às operações de manutenção da paz da ONU. Apesar disso, 23 observadores e policiais suíços foram destacados em todo o mundo em projetos da ONU.

## Pontos de debate
A legitimidade de alguns estados serem tão neutros quanto afirmam tem sido questionada em alguns círculos, embora isso dependa em grande parte da interpretação de um estado de sua forma de neutralidade.

### União Europeia
Há três membros da União Europeia que ainda se descrevem como um país neutro de alguma forma: Áustria, Irlanda e Malta. Com o desenvolvimento da Política Comum de Segurança e Defesa da UE, debate-se até que ponto são, ou deveriam ser, neutras. Por exemplo, o ex-primeiro-ministro finlandês Matti Vanhanen, em 5 de julho de 2006, afirmou que a Finlândia não era mais neutra:

"O senhor Pflüger descreveu a Finlândia como neutra. Devo corrigi-lo sobre isso: a Finlândia é um membro da UE. Nós já fomos um país politicamente neutro, durante o tempo da Cortina de Ferro. Agora somos um membro da União, parte desta comunidade de valores, que tem uma política comum e, além disso, uma política externa comum."
No entanto, o primeiro-ministro finlandês Juha Sipilä em 5 de dezembro de 2017 ainda descreveu o país como "militar não alinhado" e que deveria permanecer assim. A Irlanda, que buscou garantias para sua neutralidade nos tratados da UE, argumenta que sua neutralidade não significa que a Irlanda deva evitar o envolvimento em assuntos internacionais, como operações de manutenção da paz.
Desde a promulgação do Tratado de Lisboa, os membros da UE estão vinculados ao TUE, artigo 42.7, que obriga os Estados a prestar assistência a um colega que seja vítima de agressão armada.
Com o lançamento da Cooperação Estruturada Permanente (PESCO) em defesa no final de 2017, a atividade da UE em matéria militar aumentou. A política foi projetada para ser inclusiva e permite que os estados optem por entrar ou sair de formas específicas de cooperação militar. Isso permitiu que a maioria dos estados neutros participasse, mas as opiniões ainda variam. Alguns membros do Parlamento irlandês consideraram a adesão da Irlanda ao PESCO como um abandono da neutralidade. Foi aprovado com o governo argumentando que sua natureza permitiu que a Irlanda "juntasse elementos do PESCO que eram benéficos, como contraterrorismo, segurança cibernética e manutenção da paz... o que não vamos fazer é comprar porta-aviões e caças". Malta, em dezembro de 2017, é o único estado neutro a não participar do PESCO. O governo maltês argumentou que iria esperar e ver como o PESCO se desenvolveria para ver se isso comprometeria a neutralidade maltesa.

### Neutralidade durante a Segunda Guerra Mundial
Muitos países fizeram declarações de neutralidade durante a Segunda Guerra Mundial. No entanto, dos estados europeus mais próximos da guerra, apenas Andorra, Irlanda, Portugal, Espanha, Suécia, Suíça (com Liechtenstein) e Vaticano (Santa Sé) permaneceram neutros até o fim.
O seu cumprimento à letra das regras de neutralidade foi questionado: a Irlanda forneceu importantes informações secretas aos Aliados; por exemplo, a data do Dia D foi decidida com base nas informações meteorológicas recebidas do Atlântico, algumas das quais fornecidas pela Irlanda, mas mantidas da Alemanha. A Irlanda também permitiu secretamente que aeronaves aliadas usassem o Corredor de Donegal, possibilitando que aviões britânicos atacassem submarinos alemães no meio do Atlântico. Por outro lado, ambos os pilotos do Eixo e dos Aliados que caíram na Irlanda foram internados.
A Suécia e a Suíça, cercadas por possessões e aliados da Alemanha nazista, também fizeram concessões aos pedidos nazistas, bem como aos pedidos aliados. A Suécia também esteve envolvida em operações de inteligência com os Aliados, incluindo estações de escuta na Suécia e espionagem na Alemanha. A Espanha se ofereceu para se juntar à guerra ao lado da Alemanha nazista em 1940, permitiu que navios e submarinos do Eixo usassem seus portos, importou materiais de guerra para a Alemanha e enviou uma divisão de combate voluntária espanhola para ajudar no esforço de guerra nazista. Portugal permaneceu oficialmente neutro, mas apoiou ativamente os Aliados, fornecendo bases navais no exterior, e a Alemanha, vendendo tungstênio.
Os Estados Unidos foram inicialmente neutros e obrigados pelos Atos de Neutralidade de 1936 a não vender materiais de guerra aos beligerantes. Uma vez que a guerra estourou, o presidente dos Estados Unidos, Franklin Delano Roosevelt, persuadiu o Congresso a substituir a lei pelo programa Cash and carry que permitia aos Estados Unidos fornecer ajuda militar aos aliados, apesar da oposição de membros não intervencionistas. O programa "Cash and carry" foi substituído em março de 1941 pelo Lend-Lease, efetivamente encerrando a pretensão de neutralidade dos EUA.
A Suécia também fez concessões ao Reich alemão durante a guerra para manter sua neutralidade, a maior concessão foi permitir que a 163ª Divisão de Infantaria Alemã fosse transferida da Noruega para a Finlândia por trens suecos, para ajudar os finlandeses na Guerra de Continuação. A decisão causou uma "crise de verão" política de 1941, sobre a neutralidade da Suécia.
Da mesma forma, a Cidade do Vaticano fez várias concessões diplomáticas às potências do Eixo e dos Aliados, mantendo as regras da lei da neutralidade. A Santa Sé foi criticada – mas amplamente exonerada mais tarde – por seu silêncio sobre questões morais da guerra.

## Lista de países neutros
Alguns países podem ocasionalmente alegar ser "neutros", mas não cumprir a definição de neutralidade acordada internacionalmente, conforme listado acima.
| Estado         | Período(s) de neutralidade                                                                                     | Notas |
| -------------- | --- | --- |
| Andorra        | 1914–presente                                                                                                  | - Ocupada pela França durante a Revolução Andorra. - Neutra durante a Primeira Guerra Mundial e a Segunda Guerra Mundial. Enquanto servia como rota de contrabando entre a França de Vichy e a Espanha, Andorra fez concessões a ambos os lados para manter sua soberania. - Membro das Nações Unidas desde 1993. |
| Áustria        | 1920-1938 (após a Primeira Guerra Mundial à anexação pela Alemanha) 1955-presente (Declaração de Neutralidade) | - Vinculada pela Constituição da Áustria e pelo Tratado do Estado Austríaco de 1955 (exigido pela União Soviética no final da Segunda Guerra Mundial e garantido pela União Soviética, Estados Unidos, Grã-Bretanha e França). - A constituição proíbe alianças militares e bases militares estrangeiras na Áustria. - Membro da UE desde 1995: não alinhado. |
| Costa Rica     | 1949–presente                                                                                                  | - Neutra desde que suas forças armadas foram dissolvidas em 1949. - Ratificada por lei em 2014. |
| Irlanda        | 1939–presente                                                                                                  | - Estabeleceu uma política de neutralidade durante a Segunda Guerra Mundial, conhecida como Emergência na Irlanda. - Apesar desta política, a Irlanda fez concessões aos Aliados compartilhando secretamente informações e relatórios meteorológicos, bem como repatriando aviadores da Força Aérea Real abatidos. - Acreditava-se que a Irlanda tomaria o lado alemão se o Reino Unido tentasse invadir a Irlanda, mas tomaria o lado britânico se fosse invadido pela Alemanha nazista. - Após a guerra, descobriu-se que a Alemanha havia elaborado planos para invadir a Irlanda a fim de usar o país para lançar ataques ao Reino Unido, conhecido como Operação Verde. - Por outro lado, se a Irlanda tivesse sido invadida, o Reino Unido elaborou planos secretos para invadir a Irlanda em colaboração com o governo irlandês para expulsar a Alemanha, conhecido como Plano W. - A Irlanda foi convidada a aderir à OTAN, mas não desejava fazer parte de uma aliança que incluísse o Reino Unido. - Anexou a condição de reunificação irlandesa à adesão. - Ficou claro que a OTAN defenderia a Irlanda em caso de guerra, em parte porque a Irlanda do Norte pertencia ao Reino Unido. - Membro da UE desde 1973: não alinhado. - Recebeu um reconhecimento especial nas Declarações de Sevilha sobre o Tratado de Nice devido às suas opiniões sobre o uso da força na política internacional. - Forneceu ajuda militar à Ucrânia durante a Operação militar especial russa na Ucrânia. |
| Japão          | 1947–presente                                                                                                  | - Constitucionalmente proibido de participar de guerras, mas tem política de manter as Forças de Autodefesa Japonesas fortemente armadas e uma estreita aliança militar com os Estados Unidos. |
| Liechtenstein  | 1868–presente                                                                                                  | - Neutro porque o exército foi dissolvido em 1868. |
| Malta          | 1980–presente                                                                                                  | - Política de neutralidade desde 1980, garantida em tratado com a Itália. - Membro da UE desde 2004: não alinhado. |
| México         | 1930-1942 (até a Segunda Guerra Mundial) 1945-presente                                                         | - Abriu suas fronteiras no século XX para refugiados políticos que fugiam da Espanha franquista e das ditaduras militares da América Central e do Sul. - Desde 2000, o México ignorou a política de neutralidade dos secretários de Relações Exteriores Jorge G. Castañeda e Luis Ernesto Derbez. Se a neutralidade histórica deve ser mantida é agora debatido internamente. A formulação mexicana de neutralidade é conhecida como Doutrina Estrada. |
| Mónaco         | 1814-1942 (até a Segunda Guerra Mundial) 1945-presente                                                         | - Membro das Nações Unidas desde 1993. |
| Mongólia       | 1914-1918 (neutro durante a Primeira Guerra Mundial) 2015–presente                                             | - Durante a Primeira Guerra Mundial, a Mongólia era neutra, mas tornou-se um país beligerante da Segunda Guerra Mundial. Em setembro de 2015, o presidente mongol Tsakhiagiin Elbegdorj no 70º discurso da Assembleia Geral da ONU anunciou de repente que a Mongólia implementaria a "política de neutralidade permanente" e pediu à comunidade internacional que reconhecesse a neutralidade mongol. - É membro do Movimento Não Alinhado. |
| Moldávia       | 1994–presente                                                                                                  | - O artigo 11 da Constituição de 1994 proclama "neutralidade permanente". |
| Panamá         | 1989–presente                                                                                                  | - A neutralidade do Canal do Panamá é consagrada por tratado específico. - É membro do Movimento Não Alinhado. |
| Ruanda         | 2009–presente                                                                                                  | - Após o genocídio de 1994, Ruanda anunciou a neutralidade permanente em 2009, depois de ingressar na Comunidade das Nações. - É membro do Movimento Não Alinhado. |
| San Marino     | 1815-1944 (até a Segunda Guerra Mundial) 1945-presente                                                         | - Neutro durante a Primeira Guerra Mundial. - Declarou sua neutralidade novamente em 1939, mas após sua ocupação pela Alemanha nazista em 1944, o governo Sammarinês declarou guerra ao Eixo e se juntou às forças britânicas na Itália para expulsá-los. - Membro das Nações Unidas desde 1992. |
| Sérvia         | 2007–presente                                                                                                  | - A Assembleia Nacional da Sérvia declarou neutralidade armada em 2007. - A Sérvia é o único estado da antiga Jugoslávia que não pretende aderir à OTAN, devido ao bombardeamento da OTAN em 1999 e à consequente secessão do Kosovo, mas também devido a uma estreita relação com a Federação Russa. |
| Singapura      | 1965–presente                                                                                                  | - Expulsa da Federação da Malásia após dois anos, conquistando a independência em 1965. - Um membro fundador da ASEAN ao lado de seus vizinhos do sudeste asiático. - Não esteve envolvida em nenhuma guerra desde a independência, exceto em um incidente em 1975, quando um piloto sul-vietnamita levou sua família para fora do Vietnã do Sul como refugiados de guerra em um avião roubado (um C-130 de propriedade do Museu Aéreo e Espacial Smithsonian) da Guerra do Vietnã quando o Vietnã do Norte invadiu em 1975. - É membro do Movimento Não Alinhado. |
| Suíça          | 1815–presente                                                                                                  | - Autoimposto, permanente e armado, projetado para garantir a segurança externa. Por isso, é o exemplo mais conhecido de um país neutro. - O Congresso de Viena de 1815 restabeleceu a Suíça e sua neutralidade permanente foi garantida pela França, Prússia, Rússia, Reino Unido e outros. - A neutralidade suíça foi tão rigorosamente defendida que o país se recusou até a ingressar nas Nações Unidas até 2002. - No entanto, os suíços anunciaram sanções contra a Rússia em 2022 em resposta à invasão russa da Ucrânia. Anteriormente, eles só haviam colocado em prática sanções criadas pelo Conselho de Segurança das Nações Unidas. |
| Turquemenistão | 1995–presente                                                                                                  | - Declarou sua total neutralidade e foi formalmente reconhecida pelas Nações Unidas em 1995. - É membro do Movimento Não Alinhado. |
| Uzbequistão    | 2012–presente                                                                                                  | - Em 2012, a lei da República do Uzbequistão "Sobre a aprovação do conceito de política externa da República do Uzbequistão" foi adotada - É membro do Movimento Não Alinhado. |
| Vaticano       | 1929–presente                                                                                                  | - O Tratado de Latrão, assinado em 1929 com a Itália, impôs que "o Papa estava comprometido com a neutralidade perpétua nas relações internacionais e a abstenção de mediação em uma controvérsia, a menos que especificamente solicitado por todas as partes", tornando a Cidade do Vaticano neutra desde então. |